# ぎふチャン♪演歌カウントダウン
ぎふチャン♪演歌カウントダウン（ぎふチャンえんかカウントダウン）は、岐阜放送ラジオの音楽番組。2024年1月7日放送開始。

## パーソナリティ
- 小山田里奈

## タイムスケジュール
2024年1月現在
- 11:00〈時報〉【CCN】
- 11:40 ライブコーナー／懐メロ歌謡曲
- 11:50 岐阜新聞ニュース・天気予報
- 12:00〈時報〉【千賀】
- 12:30  納得健康15分
- 12:55  岐阜新聞ニュース
- 13:00〈時報〉→　盛り上がリ〜ナ演歌謡曲♪